# Еквен
66°01′12″ пн. ш. 170°06′22″ зх. д. / 66.02° пн. ш. 170.106° зх. д.
Еквен — археологічна пам'ятка кам'яної доби палеоескімосів на північному сході Чукотки. Розташоване за 30 км від селища Уелен. 
Тут Д. А. Сергєєвим і С. А. Арутюновим виявлено 2000-річний ескімоський могильник давньоберингоморської культури
Тут також знаходяться стародавні поховання Чукотки — Еквенський і Веленський могильники. 
Місце розкопок археологів Державного музею Сходу
. 
У могильнику виявлено свідчення існування жінок-шаманів, всього в ньому близько ста поховань, вивчення яких займається російський учений Михайло Бронштейн 
..
У 2019 році поселення та могильник Еквен, а також поселення Наукан і Нунак, що разом представляють культуру морських арктичних звіробоїв, увійшли до російського попереднього списку об'єктів ЮНЕСКО
.
Аналіз ДНК зразків з Еквенського та Уеленського могильників (бл. 2 тис. років до сьогодення) показав, що в генофонді неоескімоських культур Чукотки крім давньої палеосибірської основи було приблизно 30% палеоіндейського компонента, який був знайдений у представників культури Кловіс, що доводить зворотну міграцію неоескімосів з Америки на територію крайнього Північно-Схід Азії (Чукотки) 
.
Еквен є одним із найважливіших археологічних відкриттів у цій області, конкуруючи лише з археологічною пам'яткою Іпіутак, Аляска, США.